# Culex tarsalis
Culex tarsalis är en tvåvingeart som beskrevs av Daniel William Coquillett 1896. Culex tarsalis ingår i släktet Culex och familjen stickmyggor. Inga underarter finns listade i Catalogue of Life.